# Procissão Vós sereis o meu povo

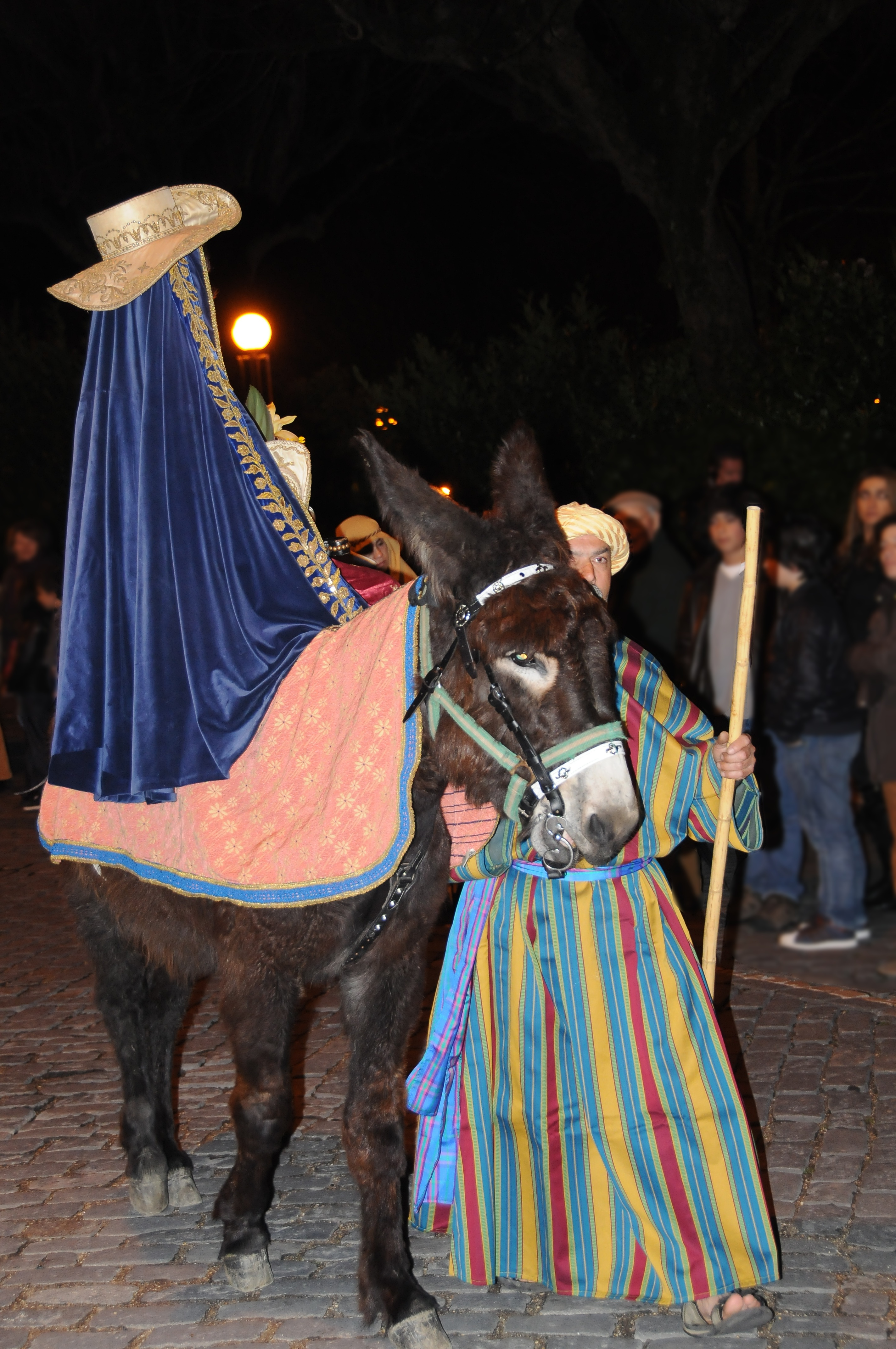
Alegoria da fuga para o Egipto.

O Cortejo bíblico «Vós sereis o meu povo», popularmente conhecida como Procissão da burrinha é uma procissão nocturna realizada anualmente na cidade de Braga, na Quarta-Feira Santa.
O cortejo foi organizado, em 1998, pela Paróquia (Monsenhor Joaquim Morais da Costa, então Pároco de S. Vítor) e pela Junta de Freguesia (Dr. Jorge Braga, eleito pelo Partido Socialista) de São Victor após um interregno de 25 anos. A sua reativação teve oposição de alguns setores da Igreja (Cónego Eduardo Melo Peixoto) e o apoio de outros (Monsenhor Joaquim Morais da Costa, recém colocado como Reitor do Santuário do Sameiro e Pároco Sérgio Torres e Padre José Carlos, recém nomeados na freguesia).
Na altura em que foi suspensa, realizava-se na noite de sábado santo, entre as igrejas de S. Victor e da Misericórdia, em moldes diferentes dos actuais e com muito menor participação popular. Era, para além do desfile religioso uma apologia do "Estado Novo" e das colónias ultramarinas.
Esta procissão inventada pelo S. N. I. (Secretariado Nacional da Informação) no tempo do Estado Novo para entreter os turistas no sábado santo, apenas sobreviveu cerca de seis anos, entre 1968 e 1973.
Pretendia-se reativar no mesmo dia: Sábado. Porém, numa negociação "feroz" com o então responsável (Cónego Eduardo Melo Peixoto), conseguiu-se a Quarta-feira.
A procissão foi totalmente reformulada e apresenta a pré-história do Mistério Pascal de Jesus que a Igreja celebra nos dias seguintes.
Desde o chamamento de Abraão, passando pela era dos Patriarcas, pela escravidão no Egipto e gesta libertadora de Moisés, até à infância de Jesus, incluindo a sua fuga para aquele país com José e Maria montada numa burrinha, desfilam, em sucessão cronológica, profetas, reis, figuras eminentes, símbolos e quadros bíblicos do Antigo Testamento.
Também desde o início é a procissão que conta com mais adesão da comunidade que a fez renascer nos atuais moldes.